# Animago Award
Der animago AWARD ist eine seit 1997 von der Fachzeitschrift Digital Production verliehene Auszeichnung im Bereich der Digital Content Creation. Er gilt als der wichtigste Preis für 3D-Animation im deutschsprachigen Raum.
Die Auszeichnung wird im Rahmen eines Wettbewerbs verliehen. Vorgabe ist, dass die eingereichten Arbeiten überwiegend mit einer 3D-Software realisiert wurden. So soll in einer Art Leistungsschau gezeigt werden, was mit dem aktuellen Stand der Animationstechnik möglich ist. Die Bewertung der Einsendungen erfolgt durch eine Fach-Jury aus internationalen Experten (z. B. von Pixar, Digital Domain, ILM). Jährlich werden über 2600 Einsendungen aus über 40 Ländern bewertet.

## Entwicklung
Erstmals wurde die Auszeichnung 1997 als animago 3D AWARD im Rahmen der FMX in Stuttgart verliehen. Von 2009 bis 2015 wurden die Auszeichnungen im Rahmen der animago AWARD&CONFERENCE in der „Film- und Medienproduktionsstätte Potsdam-Babelsberg“ verliehen. Ab 2016 finden die Preisverleihung und der Kongress in München statt.
Aktuell wird die Auszeichnung in zwölf Kategorien verliehen:
- Beste Visual Effects
- Bester Kurzfilm
- Bester Character
- Bestes Game Cinematic
- Beste Werbeproduktion
- Bestes Motion Design
- Beste Nachwuchs-Produktion
- Beste Visualisierung
- Bestes Still
- Sonderpreis der Jury
- Jubiläumspreis anlässlich 20 Jahre animago AWARD
- Architektur-Sonderpreis presented by Detail